# Șiriu (Constanța)
Șiriu es una localidad rumana de la comuna de Crucea, en el condado de Constanța.

## Historia
Hacia comienzos del siglo XX la localidad, que ya por entonces pertenecía al condado de Constanța, formaba parte de la comuna homónima y tenía contabilizada una población de 417 habitantes.
En la segunda mitad del siglo XX la localidad había pasado a pertenecer a la comuna de Crucea. En el censo de 2021 la localidad tenía una población de 248 habitantes.